# 福格
福格，冯姓，字申之，内务府汉军镶黄旗人，清朝官員，乾隆年间大学士英廉曾孙。
咸丰五年（1855年）春，福格以惠州通判在僧格林沁山东军中效力，司理营务，兼总行营发審案牍。后升山东莒州知州。
撰有《听雨丛谈》，共12卷，多記清代掌故，其中关於内务府旗鼓汉军等內容尤为翔实，对清史研究有一定裨益。